# خوارگردان
خوارگردان (کسی که دیگران را تحقیر می‌کند) (به انگلیسی: Debaser) ترانه‌ای از گروه آلترنیتیو راک آمریکایی، پیکسیز است. این ترانه در آلبوم دولیتل قرار دارد که در سال ۱۹۸۹ منتشر شد و اولین ترک آلبوم هم محسوب می‌شود. بعدها این ترانه به صورت تک‌آهنگ هم منتشر شد. این ترانه توسط خواننده اصلی گروه، بلک فرانسیس نوشته شده است و مشابه بقیه ترانه‌های آلبوم، توسط گیل نورتون تهیه شده است. این ترانه، با الهام‌گیری از فیلمی به نام سگ آندلسی، ساخته مشترک هنرمندان سبک سورئالیست لوییس بونوئل و سالوادور دالی، نوشته شده است.